# Dedačov
Dedačov (in ungherese Dadafalva, in tedesco Dettendorf, in ruteno Didačiv)  è un villaggio e una municipalità del distretto di Humenné, nella regione di Prešov, nella Slovacchia nord-orientale.
Dedačov viene citato per la prima volta nel 1543 (Dedatschou), come località in cui vigeva il diritto germanico (Statuto di Magdeburgo). Fino al XVII secolo appartenne alla Signoria di Čičava, per poi passare a varie famiglie nobili locali: gli Hadik-Barkóczy, i Vladár e, infine, gli Herceg. Nel 1944 il villaggio assistette a numerosi scontri tra le bande partigiane locali e l'esercito occupante tedesco.